# Naturschutzgebiet Weinberg

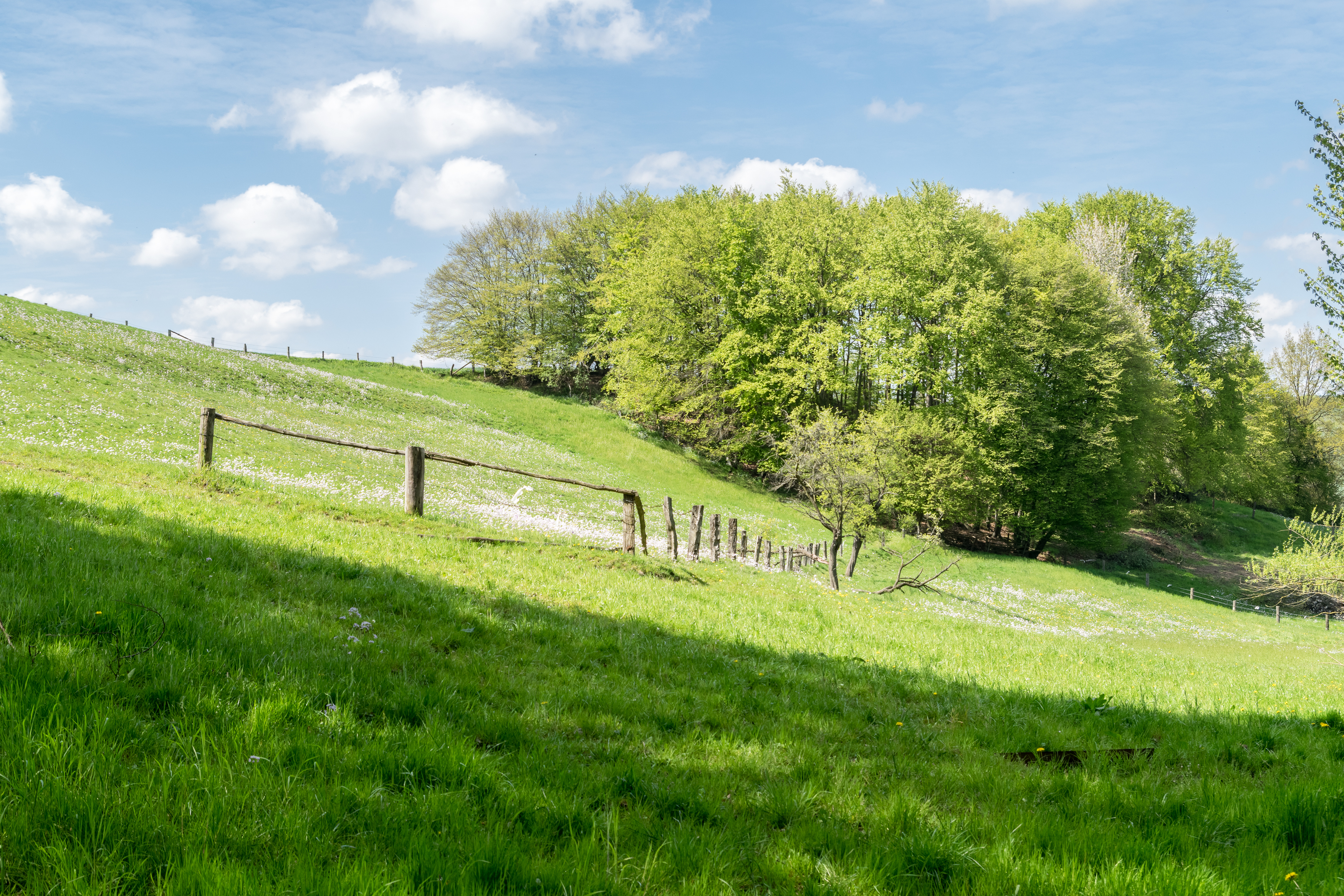
Naturschutzgebiet Weinberg

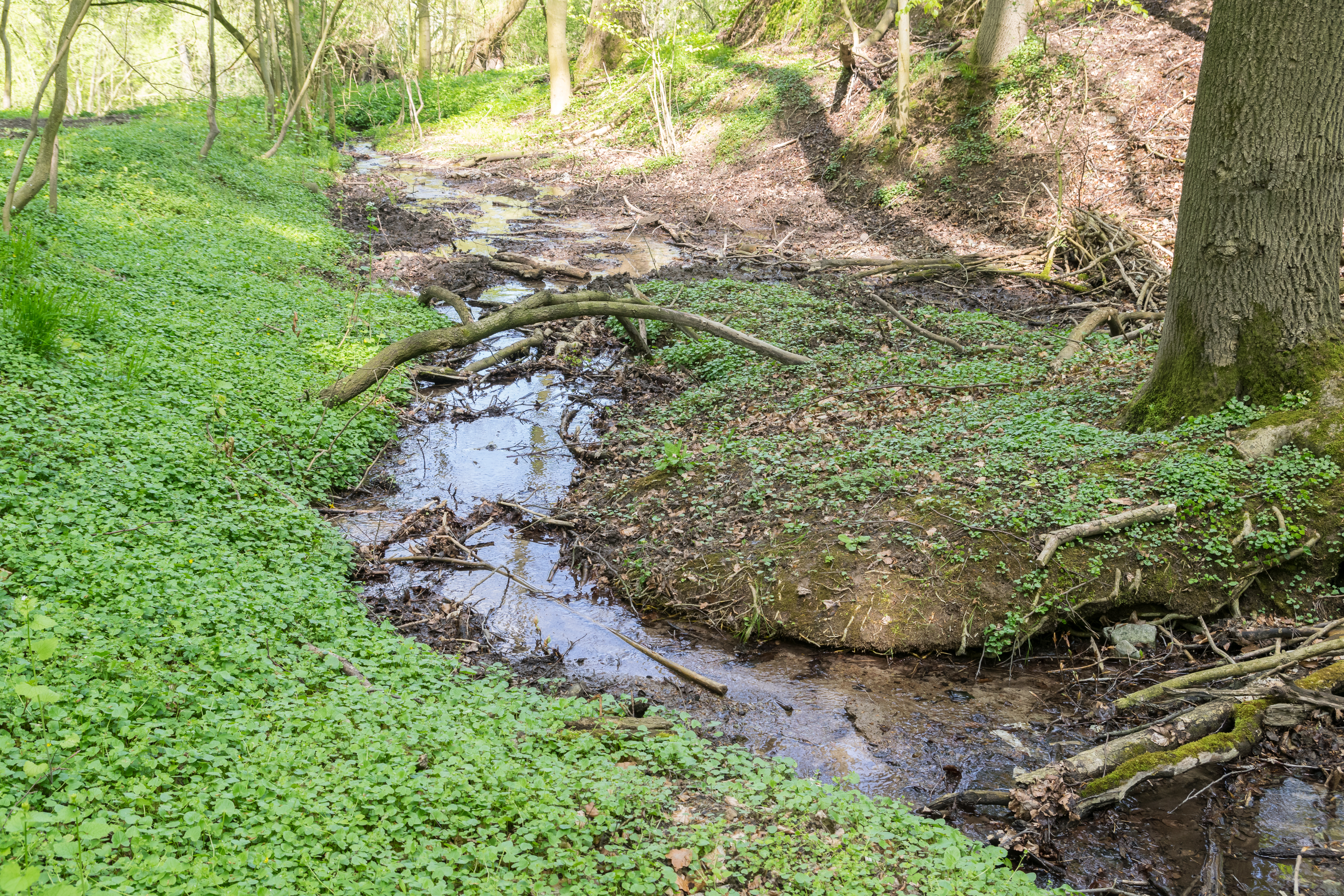
Bachlauf

Das Naturschutzgebiet Weinberg mit 13 ha Flächengröße liegt östlich von Kalldorf im Gemeindegebiet von Kalletal. Es wurde 1995 mit dem Landschaftsplan Nr. 4 Kalletal durch den Kreistag des Kreises Lippe erstmals als Naturschutzgebiet (NSG) ausgewiesen. 2004 erfolgte die erneute Ausweisung durch den Kreistag mit dem geänderten Landschaftsplan.

## Beschreibung
Im Norden geht das Naturschutzgebiet bis zur Bundesstraße 514. Das Naturschutzgebiet umfasst ein tief eingeschnittenes, strukturreiches Quellbachtal. Es ist durch Obstbaumbestände, Hecken und kleine Laubwaldbereiche kleinräumig strukturiert. Der namenlose Bach entspringt in einem Laubwaldbereich. Der Quellbereich weist jedoch stellenweise Quellvegetation auf und ist durch einen Teich beeinträchtigt. Eine weitere Quelle liegt weiter talabwärts und ist gefasst worden. Hier haben sich ein Eschenbestand und kleinflächig Feucht- und Nassgrünland mit Röhrichtelementen ausgebildet. Der Bach ist im oberen Abschnitt stellenweise naturnah. Er ist jedoch durch Teichbau, Wegebau und Verrohrung teils stark beeinträchtigt. Im unteren Abschnitt ist er begradigt und wird von Pappeln gesäumt. Der Bach endet an der B 514 in einer Verrohrung. Hecken und Obstbäume stehen auf Geländekanten. Die Obstbäume wiesen schon bei Ausweisung 1999 einen schlechten Pflegezustand auf. Der Wald setzt sich überwiegend aus Buche mit Eiche und Esche zusammen. Bei Ausweisung wies er teils starkes Baumholz auf. Der Wald wurde bei Ausweisung teils als Waldweide genutzt.
Zum Wert führt der Landschaftsplan aus: „Der Strukturreichtum des Biotopkomplexes stellt den Wert des Biotopes dar, das insbesondere für Hecken- und Gebüschbrüter sowie Kleinsäuger und Insekten gute Lebensbedingungen bietet.“

## Flora und Fauna
Seltene und vom Aussterben bedrohte Arten kommen im NSG nicht vor.

## Schutzzwecke für das NSG
Laut Landschaftsplan erfolgte die Ausweisung des NSG
- „Zur Erhaltung und Sicherung eines für das Lipper Bergland repräsentativen Biotoptyps aus landeskundlichen Gründen,“
- „Zur Erhaltung und Sicherung eines für das Lipper Bergland geomorphologisch, vegetationskundlich, faunistisch und hydrologisch typischen Bachtals von hervorragender Schönheit,“
- „Zur Sicherung eines naturnahen Bachtals mit mäandrierendem Wasserlauf, begleitenden Grünlandflächen und naturnahen Gehölzbeständen als Retentionsraum und als Lebensstätte zahlreicher Tierarten der Gewässer und Feuchtwiesen,“
- „Zur Erhaltung, Wiederherstellung und Entwicklung von Lebensstätten wildlebender Pflanzen und Tiere, die an Gewässer und gewässernahe Biotopstrukturen gebunden sind.“[1]